# 2015年のバスケットボール
< 2015年 | 2015年のスポーツ
2015年のバスケットボール（2015ねんのバスケットボール）では、2015年（平成27年）のバスケットボール関連の出来事をまとめる。

## できごと

### 1月
- 7日 - 日本ナショナル・リーグの和歌山トライアンズが経営難からこの日をもって活動を停止[1]。また運営会社の和歌山バスケットボールも同日付で事業を停止して破産手続きに入った[2]。運営会社が破綻したのはリーグ設立後初めてとなる。
- 11日 - 皇后杯全日本総合選手権でJX-ENEOSがデンソーアイリスに66－53で勝ち2年連続19回目[3]の優勝[4]。
- 12日 - 天皇杯全日本総合選手権で日立サンロッカーズ東京が広島ドラゴンフライズに81－66で勝ち初優勝[5]。

### 4月
- 1日 - ジャパン・プロフェッショナル・バスケットボールリーグ（JPBL）運営法人が設立された[6]。
- 6日 - 第77回NCAA男子バスケットボール選手権の決勝がインディアナポリスのルーカス・オイル・スタジアムで行われ、デューク大学が68-63でウィスコンシン大学を下し5年ぶり5度目の優勝。
- 16日 - bjリーグ・大分ヒートデビルズの運営会社が経営難を理由にリーグを撤退し、愛媛県の学校法人に譲渡することが明らかに。チームは2005年の創設以来観客の伸び悩みなどで何度も経営難となり、その都度運営会社を変更して存続していた[7]。

### 9月
- 5日 - 中国で行われた女子バスケットボールのリオ五輪予選を兼ねたアジア選手権で、日本が中国を85-50で下し、2004年のアテネ五輪以来3大会ぶりに五輪への出場権を獲得した[8]。
- 15日 - 男子プロリーグの日本プロバスケットボールリーグとナショナル・バスケットボール・リーグを統合した新リーグの正式名称「B.LEAGUE（ビー・リーグ）」が発表される[9]。

## 国内大会

### その他日本国内
- 第89回天皇杯・第80回皇后杯全日本総合選手権（1月1日〜12日・国立代々木競技場）
  - 男子
    - 決勝：　日立サンロッカーズ東京 81 - 66 広島ドラゴンフライズ[5]。
      - 日立サンロッカーズ東京は初優勝

  - 女子
    - 決勝：JX-ENEOSサンフラワーズ 66 - 53 デンソーアイリス。[4]
      - JX-ENEOSは2年連続19回目の優勝（共同石油、ジャパンエナジー、JOMO時代を含む）。

- 高校総体（7月29日～8月3日・京都府）
  - 男子決勝： 明成（宮城） 92 - 69 桜丘（愛知）
    - 初優勝

  - 女子決勝： 桜花学園（愛知） 44 - 40 岐阜女子（岐阜）
    - 2年連続19回目

- 第46回全国高等学校バスケットボール選抜優勝大会（12月23日～29日・東京都渋谷区・東京体育館）
  - 男子決勝： 明成（高校総体優勝・宮城　） 78 - 　73土浦日大（茨城）
    - 3年連続4回目

  - 女子決勝： 岐阜女子（高校総体準優勝・岐阜） 54 - 49　桜花学園 （高校総体優勝・愛知）
    - 初優勝